# Azendozaur
Azendozaur (Azendohsaurus) – rodzaj roślinożernego archozauromorfa żyjącego w późnym triasie na obecnych terenach Afryki. Gatunek typowy rodzaju, Azendohsaurus laaroussi, został opisany na podstawie kości zębowej zawierającej zęby oraz izolowanych zębów. Później przypisano do niego także inne znalezione w Maroku szczątki, złożone z kręgów piersiowych, kości obręczy barkowej oraz przednich i tylnych kończyn. Początkowo na podstawie podobieństw do zębów fabrozaura i likorina uznany za roślinożernego dinozaura ptasiomiednicznego, jednak późniejsi autorzy sugerowali, że jest on prozauropodem. Nowsze badania wskazują jednak, że Azendohsaurus nie należy do dinozaurów ani w ogóle archozaurów, lecz jest bazalnym archozauromorfem, być może blisko spokrewnionym z trilofozaurami. Stosunkowo kompletne szczątki pochodzące z przełomu środkowego i późnego triasu Madagaskaru, opisane w 2010 roku jako Azendohsaurus madagaskarensis, potwierdzają status azendozaura jako bazalnego archozauromorfa, u którego występowały niektóre cechy uznawane wcześniej za diagnostyczne dla zauropodomorfów. Szczątki A. laaroussi pochodzą z datowanych na karnik osadów formacji Argana w górach Atlas, w pobliżu wioski Azendoh w regionie Marrakesz-Tansift-Al-Hauz. Z tej samej formacji pochodzą odciski stóp przypisywane ptasiomiednicznym i teropodom. Azendozaur osiągał prawdopodobnie około 1,8 m długości.